# Établissements Malicet et Blin
L’entreprise Établissements Malicet et Blin d’Aubervilliers dans le département de la Seine-Saint-Denis en région Île-de-France a été un constructeur automobile français pionnier entre 1897 et 1909.

## Historique
En 1890, Paul Malicet et Eugène Blin fondent une entreprise de production de bicyclettes à Aubervilliers,. Entre 1897 et 1909, des automobiles et des camions y sont produits. Le nom de marque est Malicet & Blin. En 1905, l'entreprise dépose un brevet pour un « dispositif de montage de roulements annulaires à billes ». Jusqu’en 1925, l’un des principaux domaines de production est la vente de composants de véhicules à d’autres constructeurs automobiles.

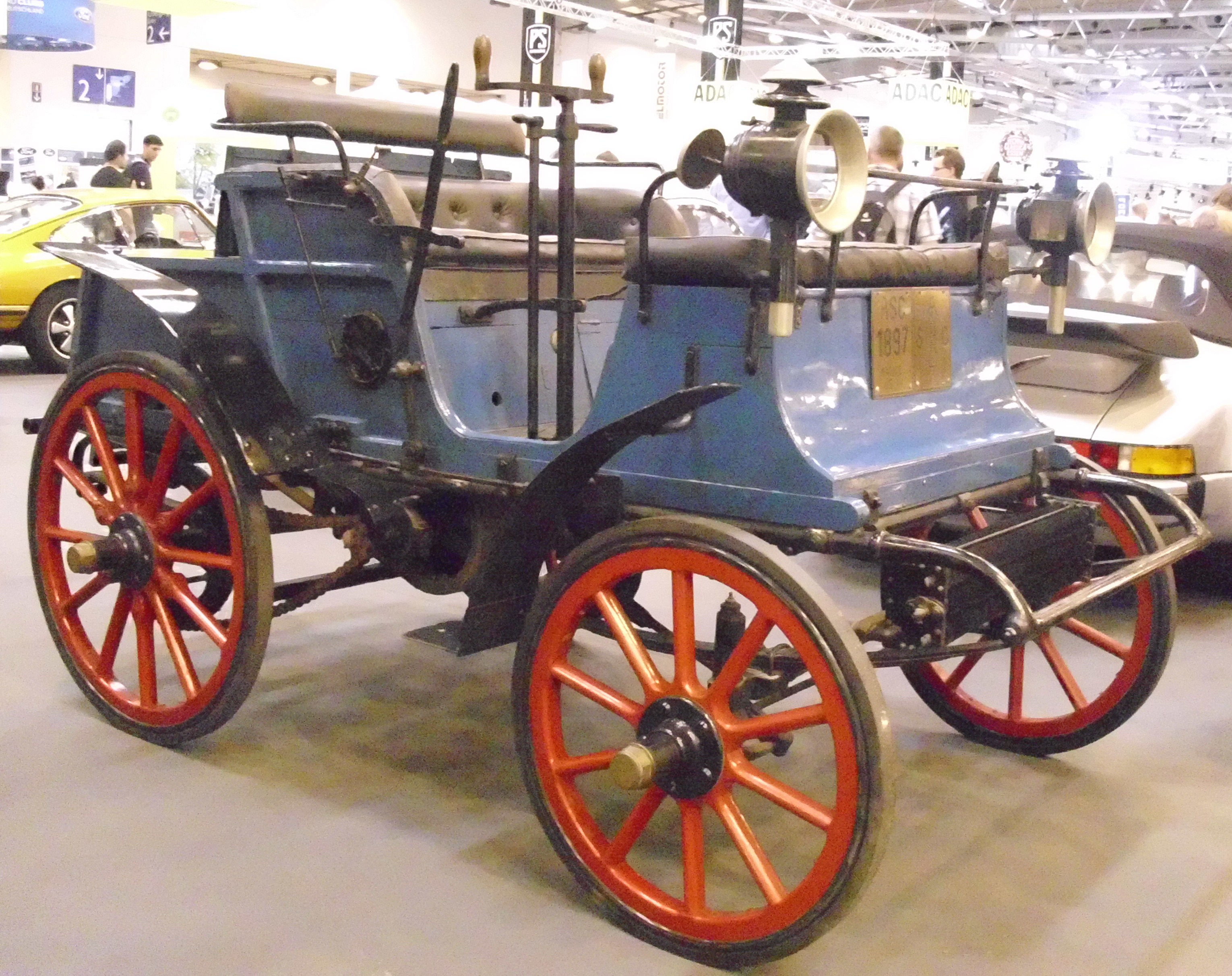
Malicet & Blin 4 CV (1897)
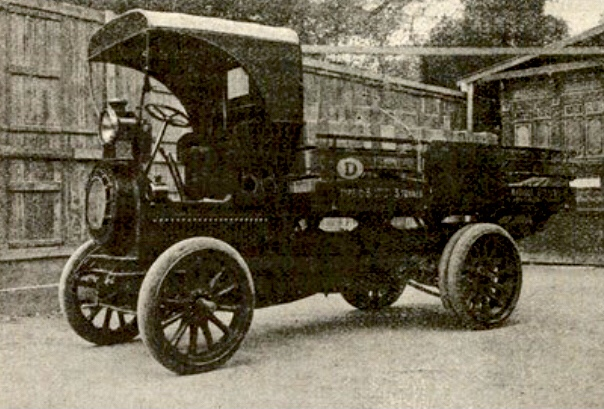
Camion Malicet & Blin (1909)